# Алпајн (Јута)
Алпајн (енгл. Alpine) град је у америчкој савезној држави Јута.

## Демографија
По попису из 2010. године број становника је 9.555, што је 2.409 (33,7%) становника више него 2000. године.
| Група             | 2000.         | 2010.         |
| Белци             | 6.891 (96,4%) | 8.995 (94,1%) |
| Афроамериканци    | 13 (0,2%)     | 57 (0,6%)     |
| Азијати           | 21 (0,3%)     | 87 (0,9%)     |
| Хиспаноамериканци | 114 (1,6%)    | 232 (2,4%)    |
| Укупно            | 7.146         | 9.555         |